# Pablo de Yugoslavia
Pablo de Yugoslavia (San Petersburgo, 27 de abril de 1893-París, 14 de septiembre de 1976) fue el regente de Yugoslavia entre 1934 y 1941.
Asumió el gobierno en nombre de Pedro II después del asesinato de su primo Alejandro I, y dada su minoría de edad. Fue depuesto en 1941, tras un golpe de Estado apoyado por el propio rey.

## Biografía
El príncipe Pablo de Yugoslavia nació en 1893 en San Petersburgo, la entonces capital del Imperio Ruso. Sus padres eran los príncipes Arsenio Karađorđević y Aurora Pavlovna Demidova. El 22 de octubre de 1923 se casó con la princesa Olga de Grecia y Dinamarca, siendo el entonces Duque de York (quien luego reinaría como Jorge VI) su padrino de boda en Belgrado. Como miembro de la Orden de la Jarretera, se educó en la Universidad de Oxford.

### Regente de Yugoslavia
Después del asesinato de Alejandro I de Yugoslavia, el príncipe Pablo se convirtió en regente de Yugoslavia el 9 de octubre de 1934, ya que el heredero al trono, el rey Pedro II de Yugoslavia, era todavía un niño. Pablo no había sido preparado para el cargo y la responsabilidad de gobernar en una época de crisis, conociéndosele principalmente como coleccionista de arte y anglófilo en cultura y política. No era un demócrata ni un liberal, sino un conservador. Era menos proserbio que su primo Alejandro, lo que al comienzo compensó en parte su inexperiencia política ante la oposición. Sus tendencias conservadoras fueron reforzadas por el político esloveno Anton Korošec, que contó con su confianza hasta su muerte en 1940.
Durante su gobierno estuvo rodeado de amigos británicos. No obstante, para 1941, todas las naciones vecinas a Yugoslavia estaban aliadas con Alemania y el Reino de Italia.

#### Con el control del gobierno
Tras la destitución de Milan Stojadinović el príncipe Pablo, anteriormente figura en la sombra y secundaria en la política yugoslava, tomó las riendas del poder.
A comienzos de 1939 logró que Yugoslavia no entrase en la Segunda Guerra Mundial junto a Italia, al rechazar la propuesta de este país de participar en la ocupación de Albania, que el régimen de Mussolini preparaba y que el primer ministro yugoslavo Stojadinović conocía y aceptaba. A los pocos días el regente sustituyó al primer ministro.

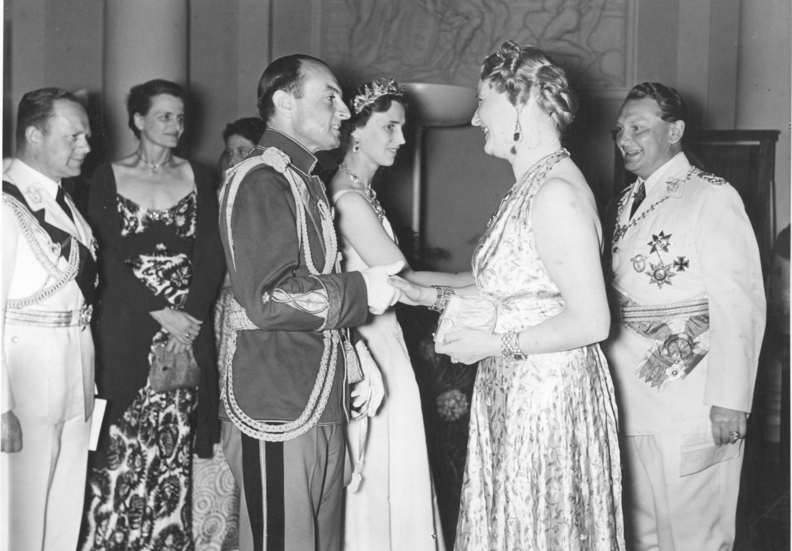
El regente Pablo (centro) en una recepción en Berlín con Göring (derecha), 1939.

En marzo de 1941, Alemania decidió invadir Grecia para ayudar a los italianos (véase Guerra Greco-Italiana), por lo que el regente Pablo fue presionado para que Yugoslavia se adhiriera al Pacto Tripartito, con el objetivo de permitir el paso de las Fuerzas del Eje por territorio yugoslavo. El 25 de marzo el regente Pablo firmó el citado pacto en Viena, e inmediatamente se iniciaron una serie de manifestaciones en contra de la decisión del regente en Belgrado.
El 27 de marzo, oficiales de la fuerza aérea yugoslava apoyados e influenciados por los británicos dieron un golpe de Estado contra el regente, y el general Dušan Simović fue nombrado primer ministro de Yugoslavia a la vez que se proclamaba al rey Pedro mayor de edad. Simović se apresuró a asegurar que el cambio de gobierno no significaba un cambio en las relaciones con Alemania, pero también inició una serie de medidas para disminuir la influencia del Eje en los asuntos del Estado yugoslavo. Pablo, que en el momento del golpe se hallaba camino de una finca en el norte de Yugoslavia, fue interceptado por el vice primer ministro croata Vladko Maček, que sugirió el aplastamiento del golpe con tropas leales, propuesta que rechazó. Tras regresar a la capital, fue conducido por Simović al Ministerio de la Guerra, donde firmó su renuncia a la regencia. Esa misma tarde Pablo y su familia partieron hacia Atenas.

### Renuncia a la regencia y últimos años
Las declaraciones del nuevo Gobierno yugoslavo no tranquilizaron a Hitler, ni siquiera cuando el nuevo régimen rehusó aceptar una visita del ministro británico de Asuntos Exteriores. Tras el golpe de Estado, el gobierno de Simović alegó que mantendría vigente su adhesión al Pacto Tripartito, pero estas declaraciones fueron recibidas con mucho escepticismo en Berlín. Ante ello, Hitler ordenó la invasión de Yugoslavia, que comenzaría el 6 de abril de 1941. Después de una breve campaña en la que las tropas yugoslavas se vieron rebasadas por la Wehrmacht en pocos días, la Familia Real yugoslava escapó del país el 14 de abril de 1941.
Cuando las fuerzas alemanas e italianas se dirigieron a atacar Grecia tras ocupar la totalidad de Yugoslavia, el gobierno británico se opuso a los deseos del rey Pablo I de Grecia para  permitir la residencia de Pablo Karađorđević en suelo griego, logrando la deportación del ex regente a la colonia británica de Kenia. Durante el resto de la guerra, el príncipe Pablo estuvo bajo arresto domiciliario en Kenia.
Aunque seguía siendo miembro de la familia Karađorđević, el príncipe Pablo volvió a la vida privada en tanto su sobrino Pedro Karađorđević quedaba como rey de Yugoslavia en el exilio. Pablo logró establecerse en Francia y murió en París el 14 de septiembre de 1976, habiéndosele prohibido regresar a Yugoslavia por el régimen de Tito.

## Familia
El príncipe Pablo y la princesa Olga tuvieron tres hijos:
- El príncipe Alexander (1924-2016). El príncipe Alexander se casó primero con la princesa María Pía de Saboya (n. 1934), hija del rey Humberto II de Italia. Desde 1973 estuvo casado con la princesa Bárbara de Liechtenstein (* 1942).
- El príncipe Nikola (1928-1954). El príncipe Nikola murió a la edad de 25 años en las proximidades de Windsor en un accidente de coche.
- La princesa Elizabeth (* 1936). La princesa Elizabeth se casó tres veces. De su primer matrimonio con el ciudadano de los EE. UU. Howard Oxenberg (1919-2010) tuvo a la actriz Catherine Oxenberg (* 1961).

## Distinciones honoríficas

### Distinciones honoríficas yugoslavas
- Caballero gran cruz de la Orden de la Estrella de Karađorđević ( Reino de Yugoslavia).

### Distinciones honoríficas extranjeras
- Caballero de la Suprema Orden de la Santísima Anunciación ( Reino de Italia, 1937).
- Caballero gran cruz de la Orden de los Santos Mauricio y Lázaro ( Reino de Italia, 1937).
- Caballero gran cruz de la Orden de la Corona de Italia ( Reino de Italia, 1937).
- Caballero de la Nobilísima Orden de la Jarretera ( Reino Unido, 17/07/1939).
- Real Cadena Victoriana ( Reino Unido).
- Caballero gran cruz de la Real Orden Victoriana ( Reino Unido).
- Caballero de la Orden del Águila Blanca ( República de Polonia).